# Église Saint-Éloi de Paris
Pour les articles homonymes, voir Église Saint-Éloi.
Cet article concerne une église parisienne actuelle. Pour l'ancienne église parisienne dans l'Île de la Cité détruite en 1862 voir Église Saint-Éloi (Île de la Cité).
L'église Saint-Éloi  est une église de culte catholique située place Maurice-de-Fontenay dans le 12e arrondissement de Paris.

## Histoire
La première église de la rue de Reuilly, dans le 12e arrondissement de Paris, remonte à 1856. À cette époque, le quartier affirme son caractère artisanal, commercial et travailleur. De style roman, ce petit édifice fragile sera détruit en 1876 après les dommages subis, soit lors de son utilisation comme prison pendant la Commune, soit par la foudre.
Quatre ans après, une église provisoire lui succède sur le terrain occupé aujourd'hui par le marché de la dalle Rozanoff. Elle reste en état près de quatre-vingt-dix années. Son toit en bois ne laissait pas présager une telle longévité.

## L'église actuelle

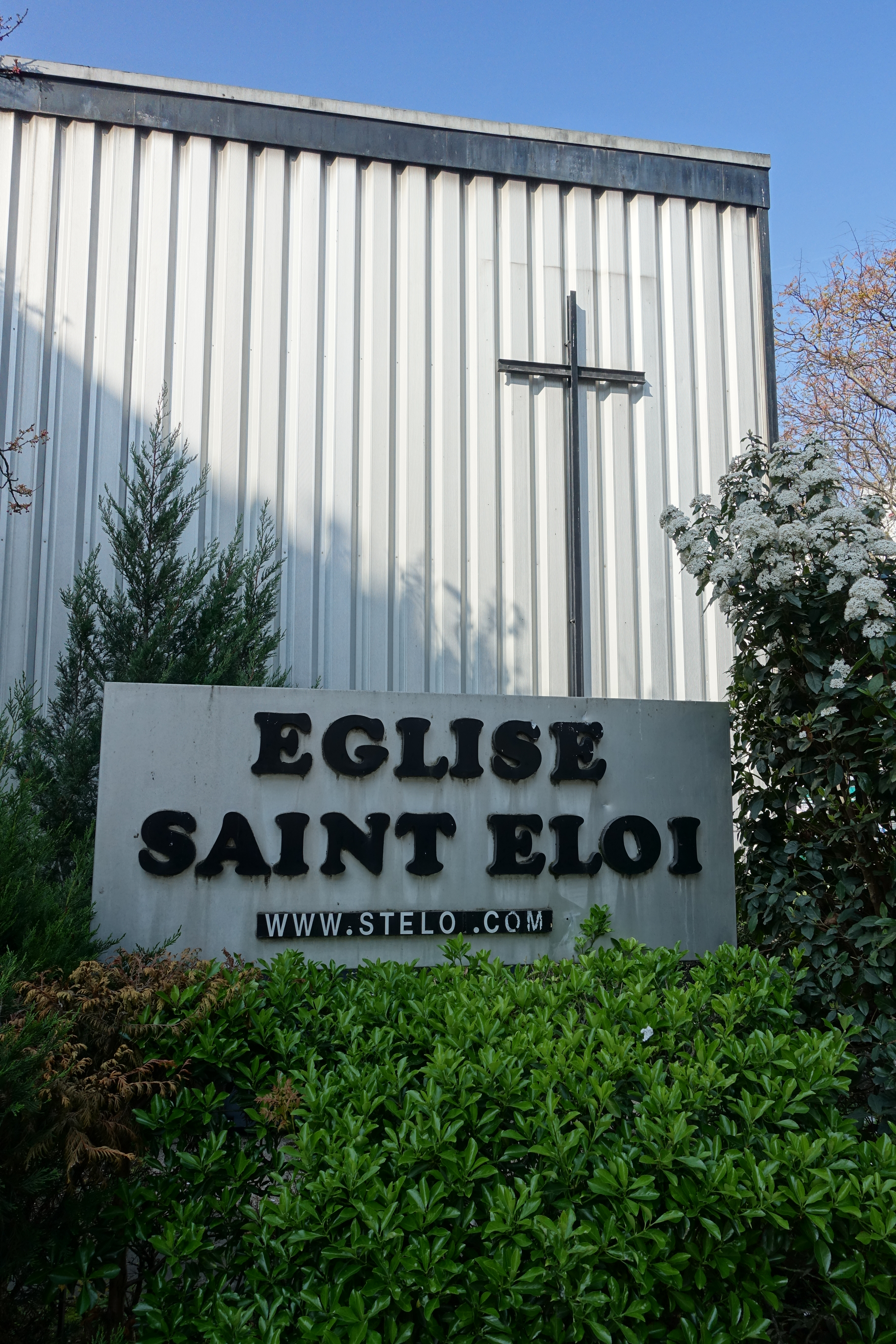

Le 27 octobre 1968, Mgr Marty consacre l'actuelle église. Les travaux auront duré deux ans et le bâtiment est classé en 1999 « Patrimoine du XXe siècle » (classement succédé en 2016 par le label « Architecture contemporaine remarquable »).
Résolument moderne, l'église Saint-Éloi est l'œuvre de l'architecte Marc Leboucher, architecte-coordonnateur de l'opération de rénovation urbaine de l'îlot Saint-Eloi.
L'architecte implante l'édifice place Maurice-de-Fontenay, offrant aux paroissiens une entrée en retrait de la rue de Reuilly. En raison de la configuration du terrain, l'architecte adopte un plan trapézoïdal pour l'église.
Il édifie une église en charpente métallique recouverte à l'intérieur comme à l'extérieur de feuilles d'aluminium. Une tour de métal supporte les cloches et une croix, qui culmine à 35 mètres.
L'utilisation intensive du métal rappelle la symbolique de saint Éloi, patron des orfèvres et des métallurgistes.
L'impression donnée au visiteur entrant dans l'église est, tout d'abord, que cet édifice est étrangement lumineux sans qu'on perçoive la source de lumière qui vient inonder l'immense auditorium.
L'éclairage est subtilement réalisé par une suite de plaques de verre sablées et armées, intercalées en quinconce avec les plaques métalliques. Toute la lumière est dirigée vers l'autel surélevé de cinq marches.
L’intérieur de l’église est vaste et ouvert, créant ainsi une liaison physique et spirituelle entre fidèles et le déroulement des rites sacrés, en conformité avec les préceptes de Vatican II,
Le décor est sobre, les statues inexistantes (sauf un gigantesque saint Éloi, œuvre de l'orfèvre Jean Puiforcat réalisée pour l'Exposition universelle de 1937, qui le représente tenant un marteau à planer et une coupe).

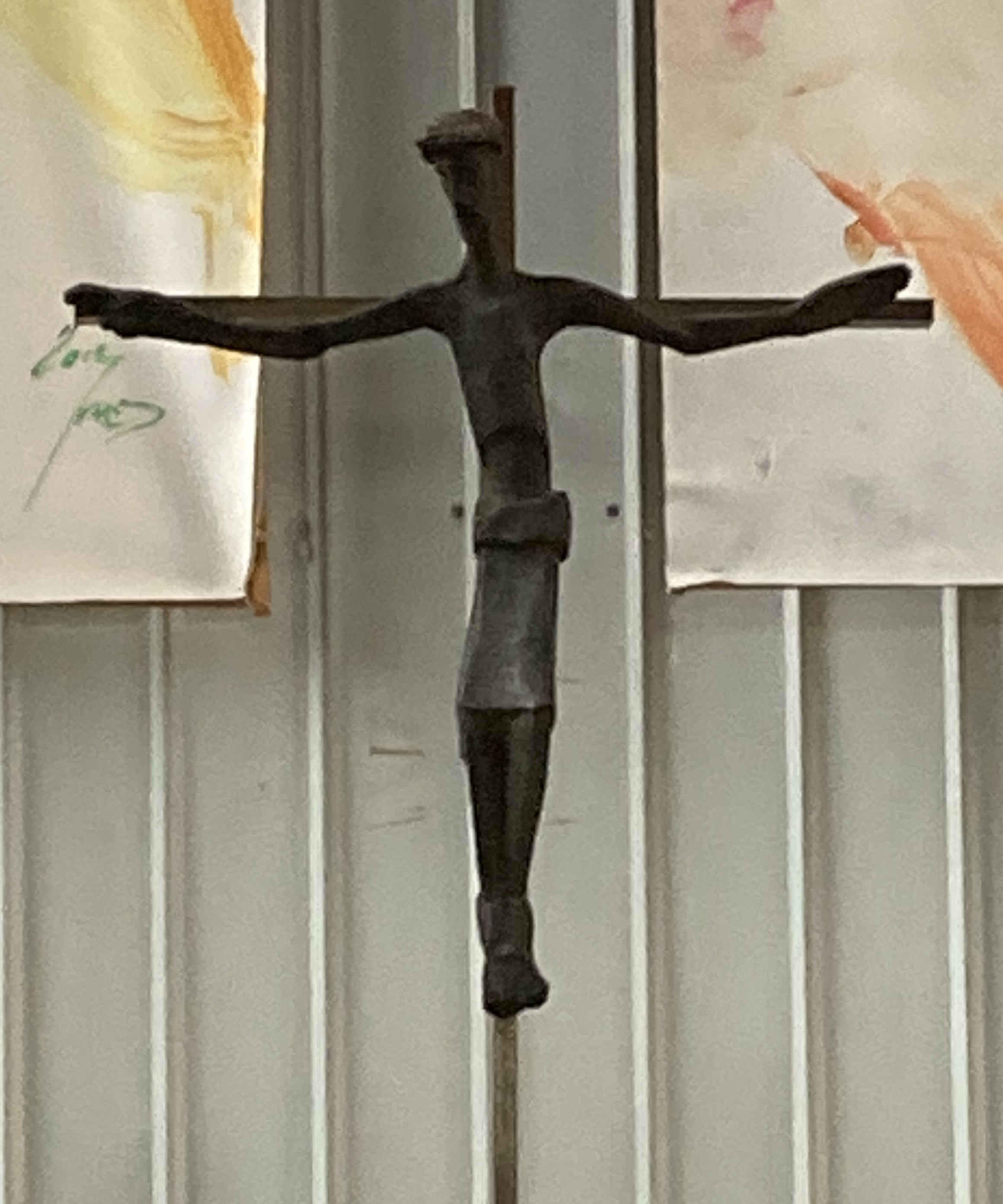
Le crucifix en plomb, réalisé par les élèves de l'École Boulle.

Que ce soit l'autel, l'ambon, les porte-cierges ou le Christ, tout est en acier et confère à l'ensemble une grande sobriété.
Le crucifix en plomb est une réalisation des élèves de l'École Boulle toute proche de l'église.
Sous l'entrée, quelques marches permettent de grimper sur un balcon afin de rejoindre l'orgue.
L' église jouit d'une belle acoustique et l'orgue est construit par la maison Schwenkedel en 1970 avec les éléments du Mutin-Cavaillé-Coll récupérés de la précédente église.
Le balcon autorise les visiteurs à assister aux offices ou aux nombreux concerts en embrassant une vue exceptionnelle sur l'assemblée.
À gauche de l'entrée principale, une chapelle mariale accueille les petites célébrations et les personnes désirant s'isoler de la foule.

## Galerie

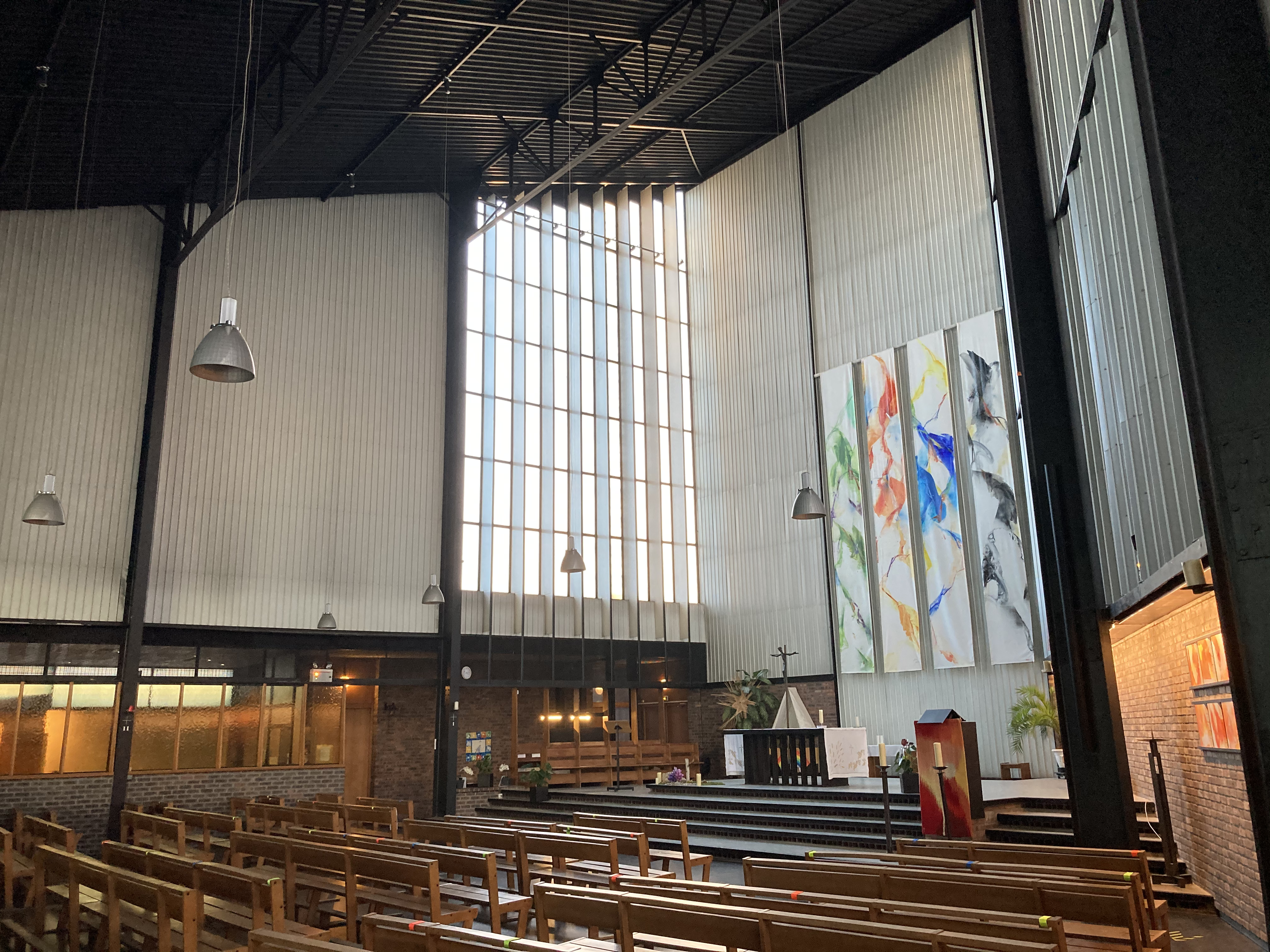
L'intérieur de l'église, avec sa lumière tamisée.
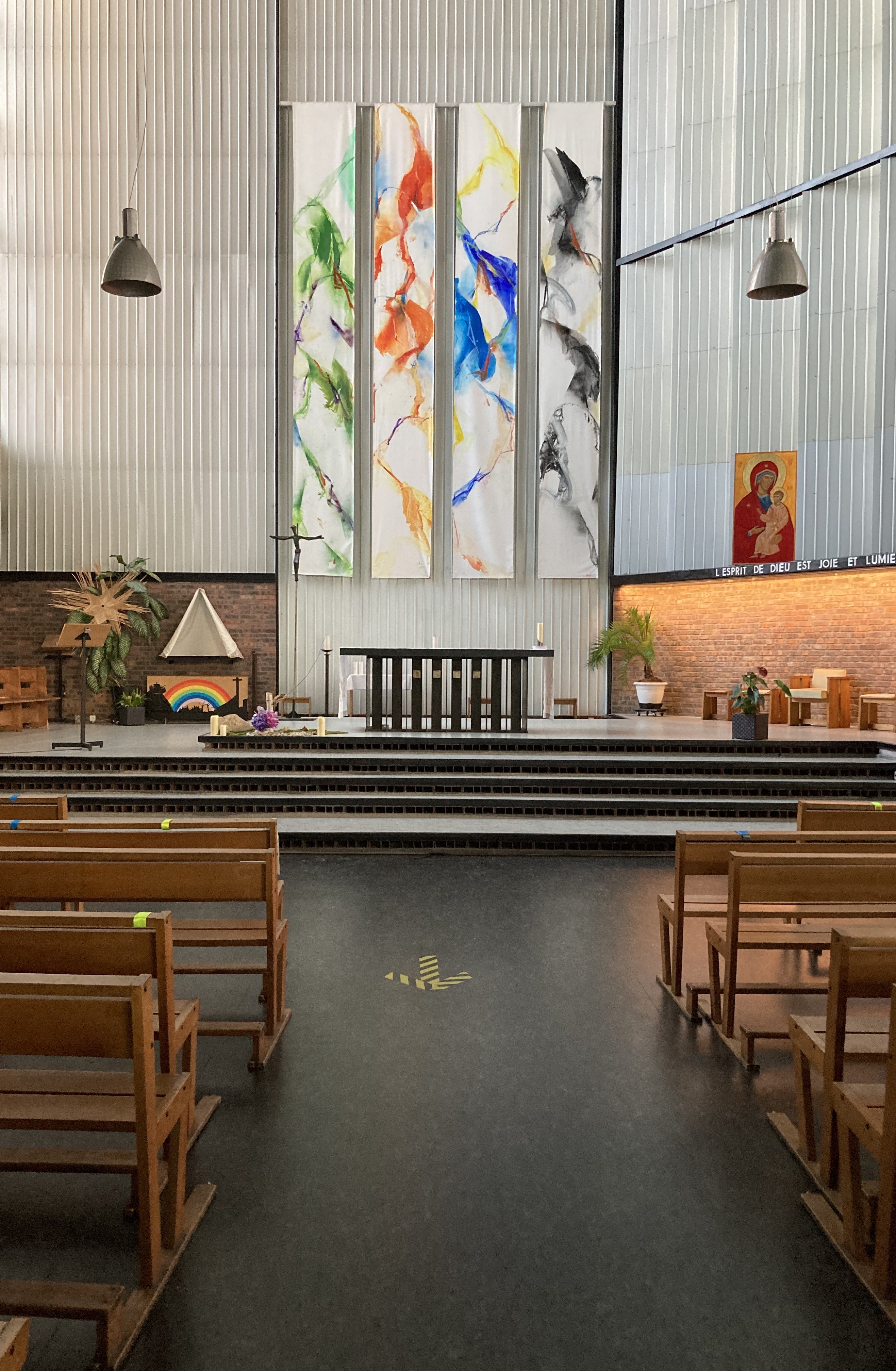
La fausse croisée du transept.
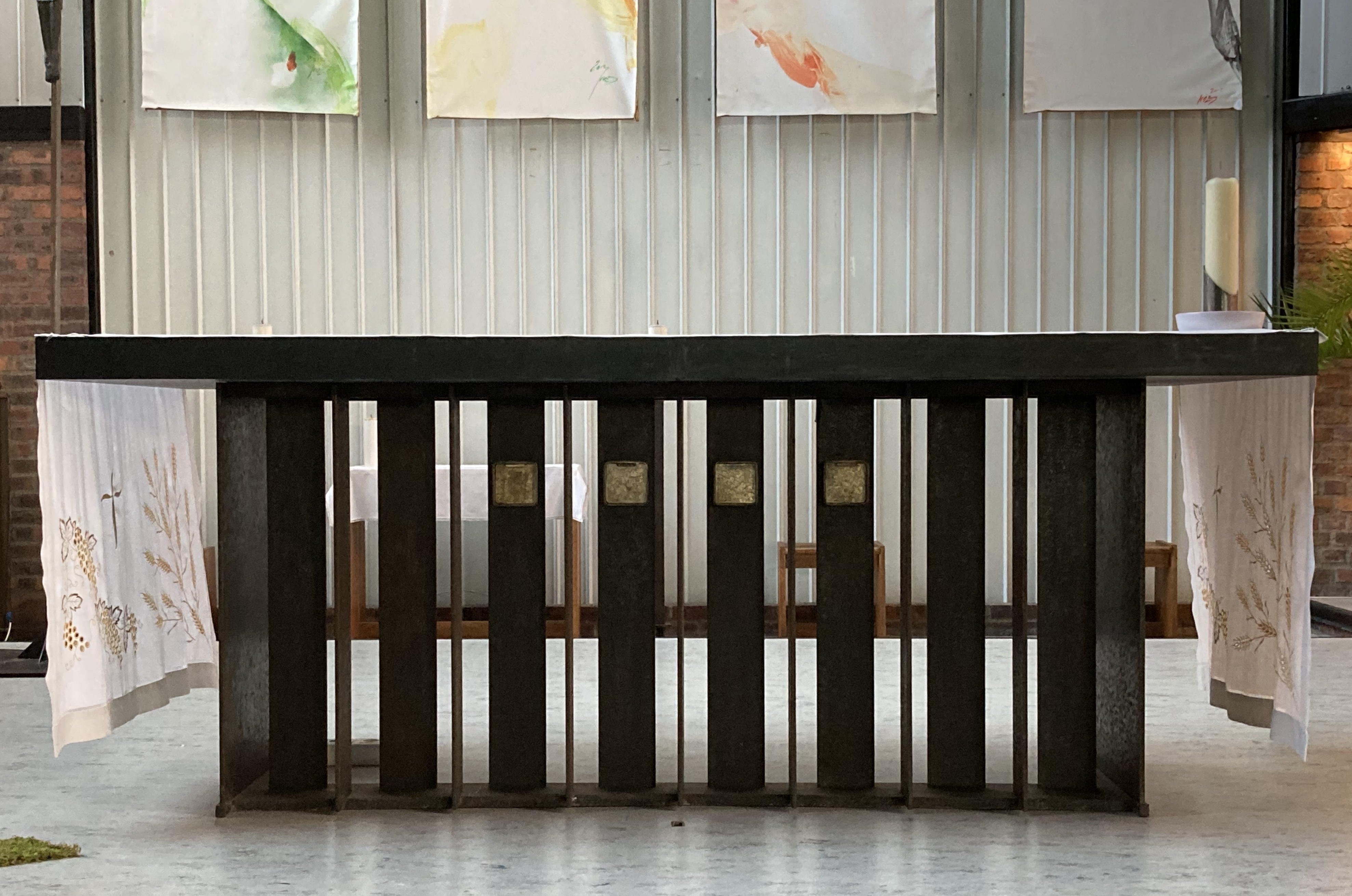
L’autel, avec sa table en ardoise soutenue par 8 lames ornées de cabochons reliquaires dorés.
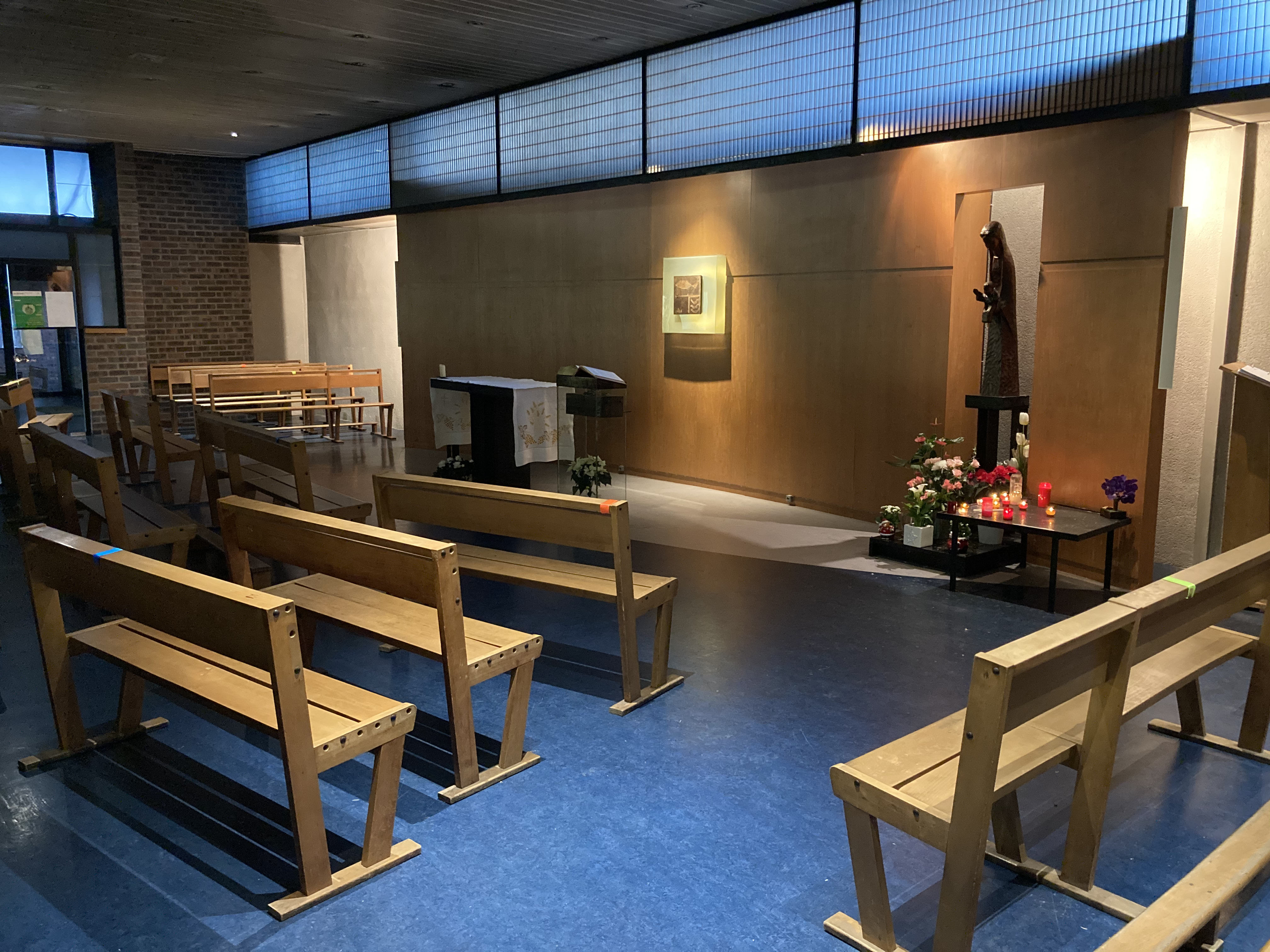
La chapelle mariale.
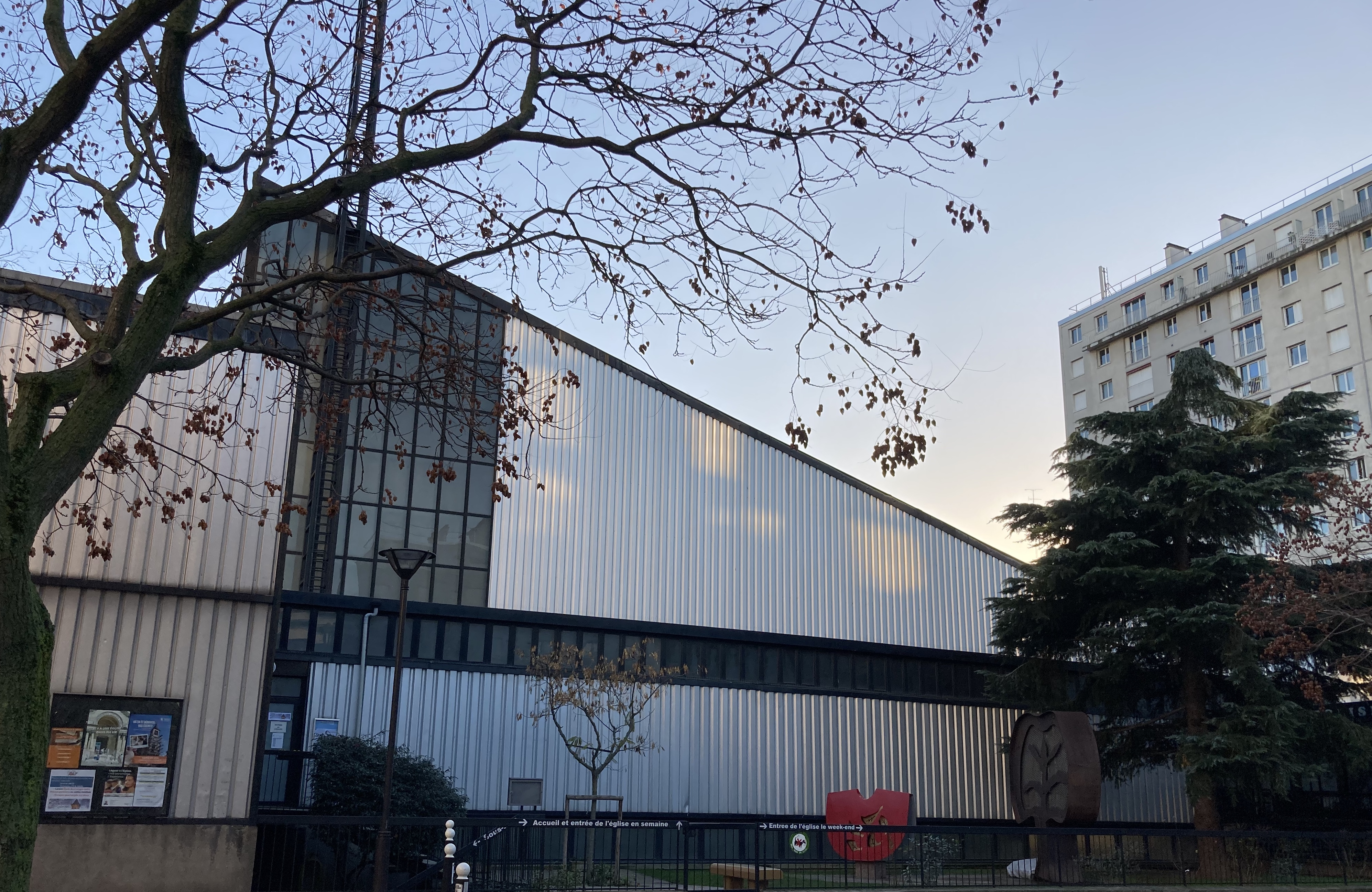
L’extérieur de l’église.
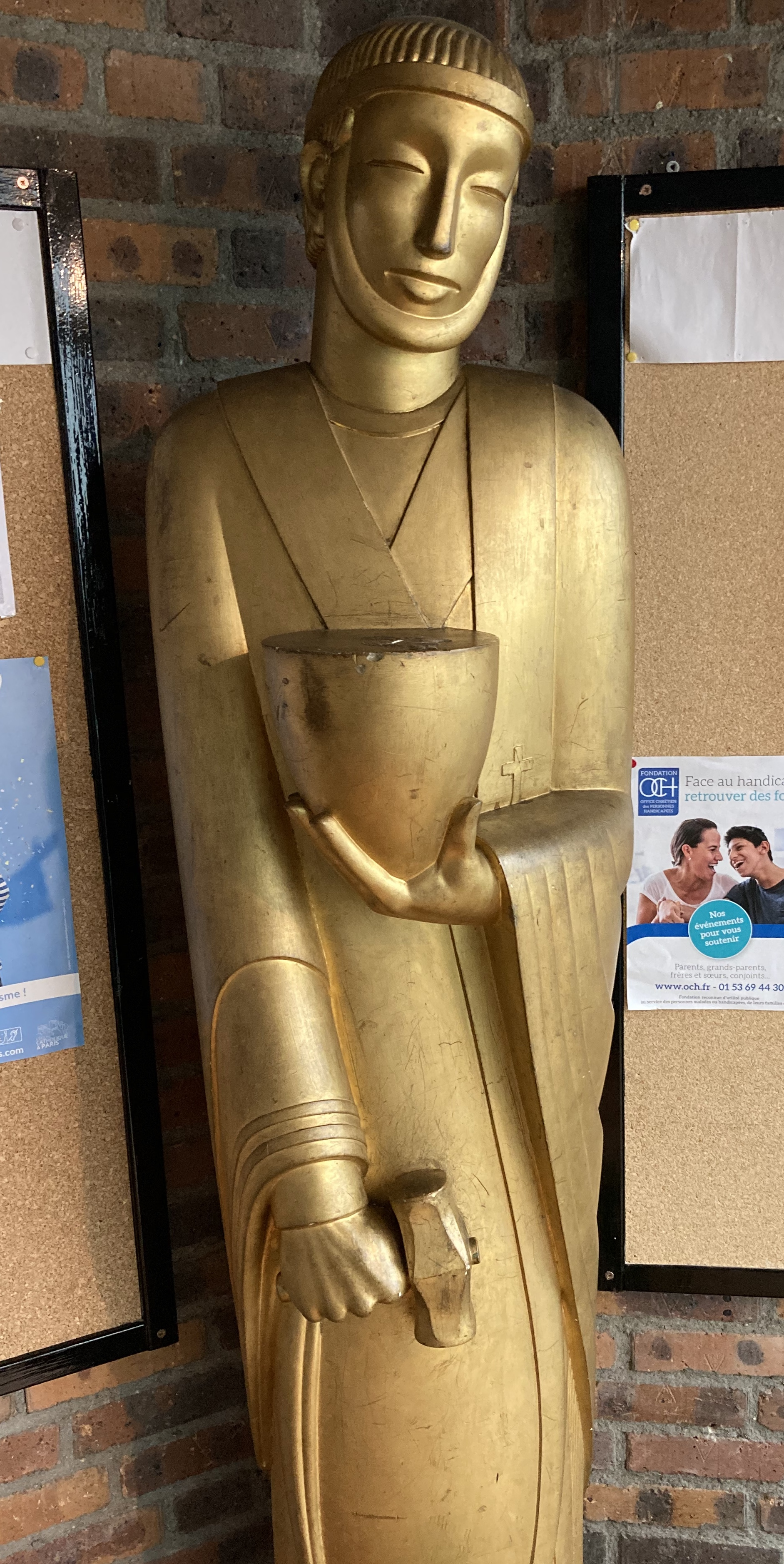
La statue de saint Éloi en plâtre doré.
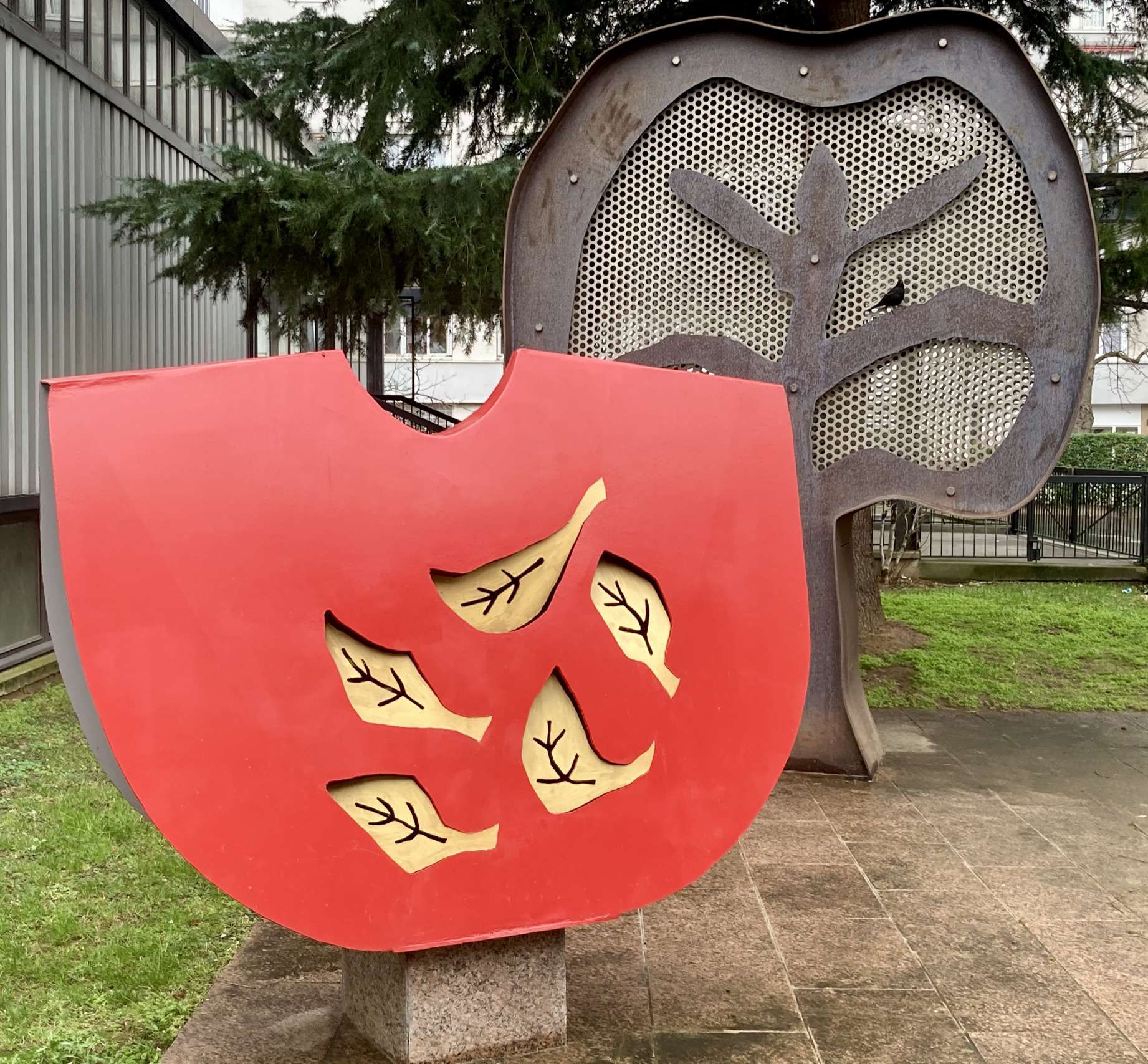
Statues dans le jardin de l’église.
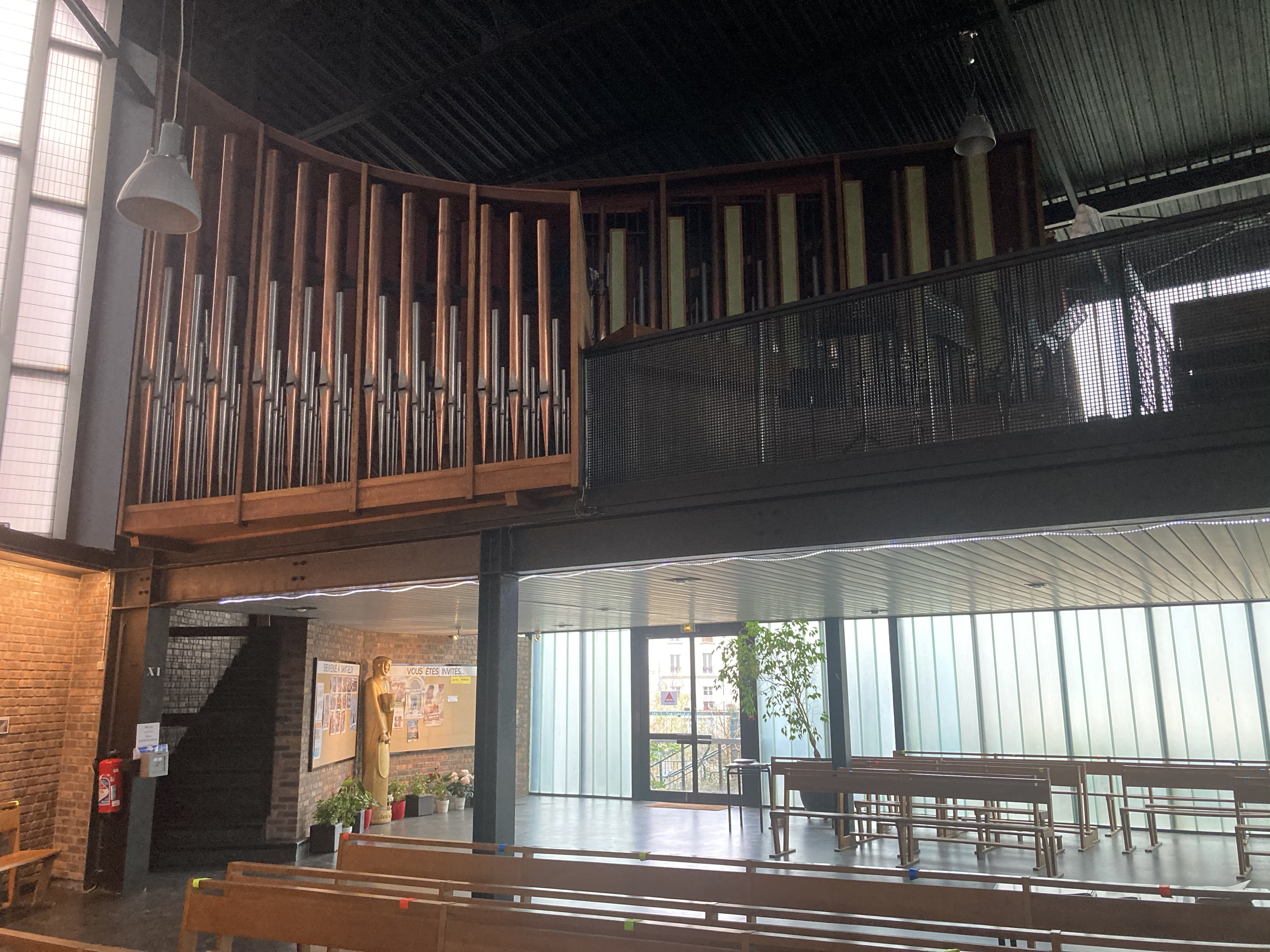
L'orgue au bord de la tribune .